# Zawód: Reporter
Zawód: Reporter (wł. Professione: reporter) – włosko-francusko-hiszpański dramat filmowy z 1975 roku w reżyserii Michelangela Antonioniego.
Zdjęcia kręcono w Hiszpanii (Barcelona, Algeciras, Malaga, prowincja Almería), a także w Londynie, Monachium i Algierii.

## Fabuła
Brytyjsko-amerykański dziennikarz, David Locke (Jack Nicholson), kręci film dokumentalny o postkolonialnej Afryce na pustyni w Czadzie. Znudzony swoim życiem, przybiera tożsamość angielskiego biznesmena Robertsona zmarłego w jego hotelu. Z czasem okazuje się, że Robertson był handlarzem bronią zaopatrującym powstańców w toczącej się wojnie domowej. Akcja przenosi się do Hiszpanii, gdzie Locke wpada w coraz większe problemy, podążając śladem zapisków w notesie Robertsona. Gdy odbiera zaliczkę pozostawioną w skrytce przez wysłannika rebeliantów czekających na dostawę broni, wydaje na siebie wyrok śmierci, narażając się czadyjskiemu reżimowi.

## Obsada
- Jack Nicholson jako David Locke
- Maria Schneider jako dziewczyna
- Jenny Runacre jako Rachel Locke
- Ian Hendry jako Martin Knight
- Steven Berkoff jako Stephen
- Ambroise Bia jako Achebe
- José María Caffarel jako opiekun hotelu
- James Campbell jako szaman